# قلعه شهرآباد (قلعه‌نو خرقان)
قلعه شهرآباد قلعه‌ای واقع در ورودی جاده قدیم قلعه‌نو خرقان است که احتمالاً قدمت آن به اوایل دوره قاجاریه برمیگردد، و با توجه به اینکه در ورودی شهر ساخته شده و در آن زمان با توجه به حملات زیادی که در منطقه خرقان شکل میگرفته است بعنوان قلعه نظامی جهت اتراق نظامیان استفاده می‌شده است.بنای این قلعه خشتی است و در چهار طرف این قلعه برج هایی وجود دارد.